# Patronat (Römer)
Patronat (lateinisch patronatus, auch patrocinium) ist im antiken römischen Recht die Bezeichnung für die Stellung eines Herrn als Patron (patronus „Schutzherr, Vertreter, Beschützer, Verteidiger“) gegenüber seinen Freigelassenen und Schutzbefohlenen, der Klientel, zu denen er in einem gegenseitigen Treueverhältnis steht und deren Interessen er u. a. vor Gericht vertritt. Den Überblick über die oft zahlreichen Klientelbeziehungen behält der Nomenclator, ein in den Diensten des Patrons stehender Sklave.
Die Klienten mussten im Gegenzug etwa jeden Morgen ihren Patron in seinem Haus begrüßen, für ihn Botengänge erledigen, dienten ihm als Leibwächter oder als Claqueur bei öffentlichen Auftritten. Wenn ihr Patron ein öffentliches Amt anstrebte, waren sie verpflichtet, in den Volksversammlungen (Komitien) für ihn zu stimmen. Mit der Einführung der leges tabellariae (ab 139 v. Chr.) wurde die Überprüfung der Loyalität zu den Patronen bei Wahlen jedoch unmöglich. Dies mag zahlreichen Klienten entgegengekommen sein, da sie üblicherweise von mehr als nur einem Patron abhängig waren und so bei den Wahlen in Entscheidungskonflikte gerieten.
Durch den starken Einfluss des römischen Klientelwesens auf die Demokratiepraxis traten sachliche oder programmatische Erwägungen bei den Wahlen vor der Orientierung an Personen zurück. Dies führte zu zahlreichen Kontroversen unter Historikern über den wahren Charakter von Staats- und Herrschaftsform der Römischen Republik (509–27 v. Chr.).
Auch Städte und Provinzen verfügten über einen Patron, meist einen römischen Senator, dem als erbliches Ehrenamt die Verteidigung ihrer Interessen in Rom oblag. So war Cicero zum Beispiel der Patron der Einwohner der Provinz Sizilien, in der er 75 v. Chr. als Quästor tätig war und deren Interessen er im Prozess gegen Verres wirkungsvoll vertrat.
In der Zeit der Römischen Bürgerkriege schwangen sich einige meist populare Feldherren zu Patronen ihrer Armeen auf. Dieses Heeresclientelwesen wird zu den Ursachen des Untergangs der römischen Republik und der Errichtung des Prinzipats unter Augustus gerechnet.
Auch manche Dichter stellten sich in jungen Jahren in den Schutz eines solchen Patrons, wie etwa der berühmte Epigrammatiker Martial, der einen Gönner für seine Dichterarbeit benötigte (→ Mäzen).